# Rollerblade

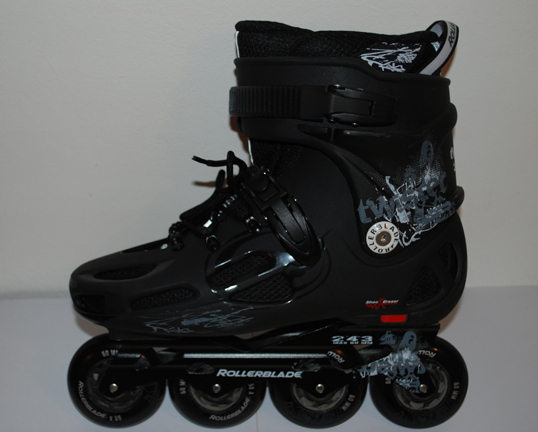
Rolki marki Rollerblade

Rollerblade – amerykański producent wrotek. Firma została założona przez Brennana i Scotta Olsona w Minnesocie. Przedsiębiorstwo jest uważane za popularyzatora jazdy na łyżworolkach w latach dziewięćdziesiątych XX wieku.

## Modele
- Linia Fitness
  - Activia
  - Crossfire
  - Spark
  - Speedmachine
- Linia Freestyle
  - Fusion X
  - Twister
- Linia Street
  - Solo
  - Swindler
  - Newjack